# (34814) 2001 ST109
2001 ST109 (asteroide 34814) é um asteroide da cintura principal. Possui uma excentricidade de 0.11459400 e uma inclinação de 9.19712º.
Este asteroide foi descoberto no dia 20 de setembro de 2001 por LINEAR em Socorro.